# مردم بومی ساحل شمال غربی اقیانوس آرام
مردم بومی سواحل شمال غربی اقیانوس آرام از بسیاری از ملل و وابستگی های قبیله ای تشکیل شده اند که هرکدام دارای هویت های فرهنگی و سیاسی متمایزی هستند، اما آنها عقاید مشخص، سنت ها و شیوه های خاصی مانند مرکزیت ماهی سالمون به عنوان منبع و نماد معنوی، شیوه های زراعی و معیشتی خاصی که بسیاری از آنها را دارند. اصطلاح ساحل شمالغربی یا ساحل شمال غربی در انسان شناسی به گروه های بومی ساکن در امتداد ساحل مناطقی که امروزه بریتیش کلمبیا، ایالت واشنگتن، مناطقی از آلاسکا، اورگان و کالیفرنیای شمالی گفته می شود، استفاده می شود. اصطلاح شمال غربی اقیانوس آرام به طور عمده در متون آمریکایی استفاده می شود.
از طرفی این منطقه بیشترین تراکم جمعیتی را در منطقه ساکنین بومی کانادا را داشته است.

## لیست کشورها
سواحل شمال غربی اقیانوس آرام در یک زمان پرجمعیت ترین مناطق بومی را در کانادا برای خود ثبت کرده است. سرزمین و آبها منابع طبیعی غنی را از طریق درخت سرو و ماهی آزاد تأمین می کردند و فرهنگهای بسیار ساختاریافته از جمعیت نسبتاً متراکم ایجاد می شدند.

## تاریخچه
منطقه ای که از آن به عنوان ساحل شمال غربی یاد می شود سابقه بسیار طولانی در شغل انسانی، تنوع زبانی استثنایی، تراکم جمعیت و توسعه فرهنگی و تشریفاتی دارد. با توجه به پیچیدگی آن توسط مردم شناسان، تحقیقات در حال ادامه یافتن است چراکه اقتصاد این افراد پیچیده تر و متراکم تر از آن است که قبلاً تصور می شد.

## جامعه و فرهنگ
مراسم پتلاچ یک رویداد کاملاً پیچیده است که مردم برای بزرگداشت یک رویداد خاص (مانند بالا بردن یک تیر توتم یا انتصاب و انتخاب رئیس جدید) دور هم جمع می شوند. مراسم پتلاچ معمولاً در رقابت با یکدیگر برگزار می شوند و محفلی برای نمایش ثروت در یک قبیله را فراهم می آورد.

### موسیقی
در میان مردم بومی ساحل شمال غربی اقیانوس آرام، موسیقی از نظر عملکرد و بیان متفاوت است. اگرچه اختلافات فرهنگی برخی از گروهها بیشتر از بقیه است (مانند ساحل سالیش و بیشتر ملتهای شمالی)، اما شباهتهای زیادی وجود دارد.
برخی از سازهای مورد استفاده بومی ها طبل دستی ساخته شده از پوست حیوانات، طبل های تخته ای، طبل های چوبی، طبل های جعبه ای، همراه با سوت کش ها، کف زن های چوبی و جغجغه ها بود. بسیاری از سازها بیشتر در پتلاچ استفاده می شد ، اما در طول سال به جشن های دیگر نیز منتقل می شد.

### هنر
ایجاد اشیا زیبا و کاربردی (برای همه جوامع قبیله ای) به عنوان وسیله ای برای انتقال داستان ها، تاریخ، خرد و دارایی از نسلی به نسل دیگر عمل می کرد. هنر با به تصویر کشیدن تاریخچه آنها در قطب توتم، خانه های بزرگ (تخته) ساحل شمال غربی اقیانوس آرام ، برای بومیان به زمین پیوند می خورد - نمادهایی که به تصویر کشیده شده اند یادآور ثابت محل تولد، تبار و ملل آنها است.

## ژنتیک
هاپلوگروپ Q1a3a یک هاپلوگروم کروموزوم Y است که به طور کلی با مردم بومی قاره آمریکا مرتبط است. جهش Q-M3 تقریباً 10 تا 15 هزار سال پیش در نژاد Q ظاهر می شود ، زیرا مهاجرت به سرتاسر قاره آمریکا توسط سرخپوشان اولیه در جریان بود. جمعیت نا-دنه ، اینویت و بومی آلاسکا جهش Q (Y-DNA) هاپلوگروپ از خود نشان می دهند. با این حال که از جهش های مختلف mtDNA از سایر آمریکایی های بومی متمایز هستند.